# 洛夫尔
洛夫尔（法語：Loffre，法語發音：[lɔfʁ]）是法国上法兰西大区北部省的一个市镇，位于该省中部，属于杜埃区。

## 地理
洛夫尔（50°21'23"N, 3°10'9"E）面积2.6 平方千米，位于法国上法蘭西大區北部省，该省份为法国最北部的省份及最长的省份，西北濒北海，西接加来海峡省，南至埃纳省和索姆省，东与比利时接壤。
与洛夫尔接壤的市镇（或旧市镇、城区）包括：蒙蒂尼昂奥斯特雷旺、盖南、勒瓦尔德、马尼、德希。

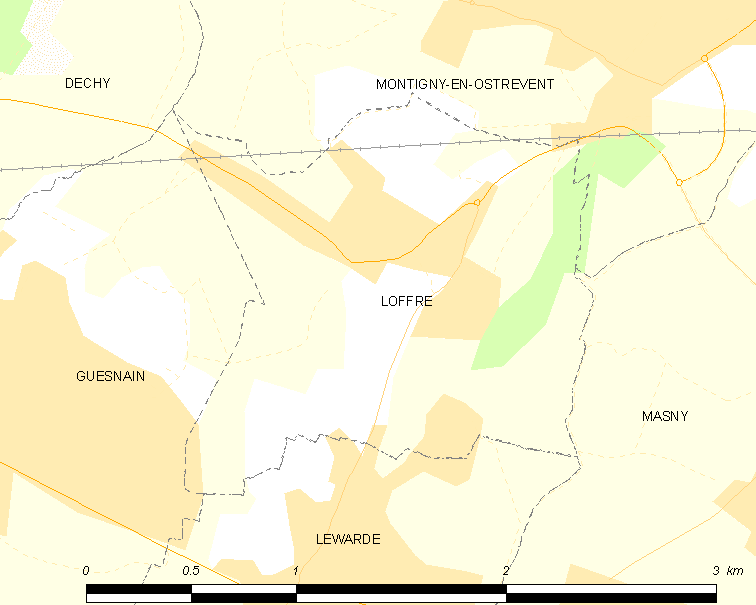
洛夫尔的OSM定位图

洛夫尔的时区为UTC+01:00、UTC+02:00（夏令时）。

## 行政
洛夫尔的邮政编码为59182，INSEE市镇编码为59354。

## 政治
洛夫尔所属的省级选区为阿尼什县。

## 人口

1962-2008年间洛夫尔人口变化图示

洛夫尔于2022年1月1日时的人口数量为717人。